# Alberto Azzo I d'Este
Alberto Azzo I d'Este, (?-1029), est un membre de la noblesse italienne de la lignée des Obertenghi, fils d'Oberto II d'Este et actif dans le nord de la péninsule entre 1010 et 1030.

## Biographie
Alberto Azzo apparaît pour la première fois dans les chroniques en 1011. Il est le fils d'Oberto II membre de la lignée des Obertenghi, et de Railenda, veuve de Sigifredo, peut-être comte du Seprio. 
Le 10 mai 1013, il est fait Missus dominicus en Italie.
En 1014, Alberto Azzo hérite  des comtés de Luni, de Tortone, de Gênes et de Milan, sans doute en partage avec son frère Ugo et peut-être avec d'autres Obertenghi appartenant à la branche adalbertine[Quoi ?].
Albero Azzo est également lié aux plus grandes familles féodales d'Italie par son mariage — Adélaïde, issue de la dynastie franconienne — et par ceux de ses sœurs (Berthe, épouse du marquis Arduin d’Ivrée, Jezabelis, épouse du conte de Vercelli Uberto il Rufo).
Au début du siècle, les Obertenghi se trouvent avoir perdu une partie de leur pouvoir comtal au profit des ecclésiastiques, notamment à Tortone et à Luni, où ils ont également été spolié de certains domaines, avec l'approbation d'abord des rois d'Italie, puis de la dynastie ottonienne.  C'est pourquoi Alberto Azzo et les siens soutiennent Arduin d’Ivrée quand celui-ci est couronné roi d'Italie (15 février 1002) à la mort d'Otton III. Quand l'empereur Henri II, successeur de ce dernier, vient soumettre celui qu'il considère comme un usurpateur, les Obertenghi lui font leur soumission. C'est le moment où, pour s'assurer de leur loyauté, Henri II, devenu roi d'Italie, leur confie des responsabilités juridictionnelles sur le territoire de Monseilice, dans la région de Padoue, où les générations suivantes feront souche (à Este, précisément). Ils en profitent pour acquérir de nombreux biens.
En mai 1014, après le départ de celui qui vient de se faire couronner empereur à Rome, ils soutiennent la dernière tentative d'Arduin pour reprendre la couronne d'Italie. Les Obertenghi sont alors déchus par l'Empereur, à l'exception de la branche adalbertine, restée loyale, ce qui sera à l'origine de la division des biens entre les descendants d'Oberto I.
En 1019, Alberto Azzo apparaît réconcilié avec l'Empereur, mais en 1019, on le voit à nouveau engagé contre son successeur Conrad II le Salique, descendu en Italie pour écraser une nouvelle rébellion, menée par le marquis Oldéric-Manfred II d'Oriate.
C'est le moment où on perd la trace d'Alberto Azzo. Il semble qu'il n'ait eu qu'un fils, Alberto Azzo II. Ce sera lui qui transfèrera une partie des intérêts de la famille dans les environs d'Este, qui donnera le nom à la dynastie familiale.